# Uco van Wijk

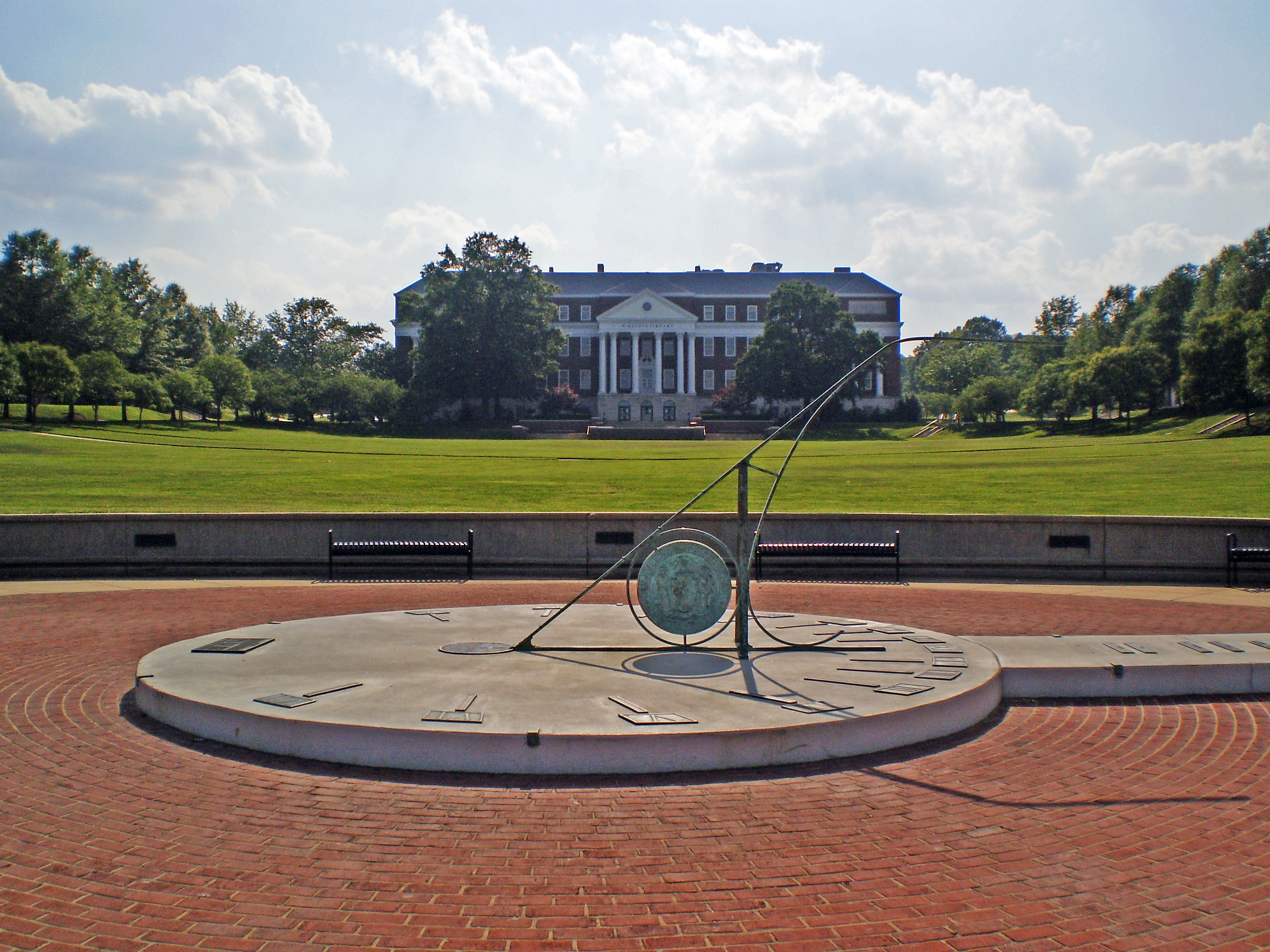
Reloj de sol dedicado a Van Wijk en el campus de la Universidad de Maryland

Uco Van Wijk (Yogyakarta, Indias Orientales Neerlandesas, 20 de mayo de 1924 – 10 de agosto de 1966) fue un astrónomo y profesor holandés, que desarrolló la mayor parte de su carrera en las Universidades de Princeton y Maryland.

## Semblanza
Van Wijk nació en 1924 en la isla de Java, por entonces una colonia holandesa. Era hijo de un profesor de matemáticas en un instituto público. Tras concluir los estudios primarios en su isla natal, en 1941 sus padres lo enviaron a estudiar en la Universidad de Harvard, justo antes de que Japón invadiera Indonesia al comienzo de la Segunda Guerra Mundial. A consecuencia de la ocupación japonesa, sus padres morirían en campos de concentración. Tras combatir en la guerra encuadrado en las fuerzas coloniales holandesas de Nueva Guinea, regresó a los Estados Unidos, graduándose en Harvard en 1948 con una tesis sobre el movimiento de grupos de galaxias.
Trabajó en 1950 y 1951 en Sudáfrica, pero volvió de nuevo a los Estados Unidos, siendo profesor en la Universidad de Princeton hasta 1961, año en el que pasó a formar parte del cuerpo docente de la Universidad de Maryland, institución en la que permaneció hasta su muerte en 1966.
Excelente observador astronómico, dedicó gran parte de su carrera a tomar medidas lumínicas de la Gran Nube de Magallanes, estableciendo una clasificación de estrellas conocida como "secuencia de Van Wijk".
Fundó el programa de astronomía de la Universidad de Maryland, y contrató al astrónomo también holandés Gart Westerhout para dirigir el departamento.

## Honores
- El cráter lunar Van Wijk lleva este nombre en su memoria.[3]
- La biblioteca de astronomía en la Universidad de Maryland.[4]
- El Reloj de Sol localizado en el centro del campus McKeldin Mall de la Universidad de Maryland.[5]